# Liga Siatkówki Kobiet 2010-2011
La Liga Siatkówki Kobiet 2010-2011 si è svolta dal 3 dicembre 2010 al 28 maggio 2011: al torneo hanno partecipato 10 squadre di club polacche e la vittoria finale è andata per la quarta volta al Międzyszkolny Klub Sportowy Muszynianka.

## Regolamento
La competizione prevede che tutte le squadre si incontrino due volte in gironi di andata e ritorno, al termine dei quali le prime otto disputano i play-off scudetto. Le squadre eliminate ai quarti di finale prendono parte ai play-off per il quinto posto, che assegnano l'ingresso in Challenge Cup. Le ultime due classificate si affrontano ai play-out, dove la perdente retrocede in I Liga; la squadra vincitrice passa al turno successivo in cui affronta la vincitrice dei play-off del campionato cadetto per, chi perde retrocede o ritorna nella I Liga.

## Squadre partecipanti
| - AZS Białystok - BKS - Budowlani Łódź - Pałac Bydgoszcz - Dąbrowa Górnicza | - Gwardia Wrocław - Muszynianka - Rumia - Trefl Sopot - Stal Mielec |

## Campionato

### Regular season

#### Classifica
| Pos. | Squadra          | Pt | G  | V  | P  | SV | SP |
| ---- | ---------------- | -- | -- | -- | -- | -- | -- |
| 1.   | Muszynianka      | 46 | 18 | 16 | 2  | 51 | 19 |
| 2.   | Trefl Sopot      | 43 | 18 | 14 | 4  | 48 | 21 |
| 3.   | Dąbrowa Górnicza | 33 | 18 | 10 | 8  | 40 | 28 |
| 4.   | BKS              | 29 | 18 | 9  | 9  | 34 | 30 |
| 5.   | Pałac Bydgoszcz  | 28 | 18 | 10 | 8  | 35 | 35 |
| 6.   | Gwardia Wrocław  | 25 | 18 | 8  | 10 | 35 | 35 |
| 7.   | Stal Mielec      | 23 | 18 | 8  | 10 | 35 | 39 |
| 8.   | Budowlani Łódź   | 22 | 18 | 7  | 11 | 32 | 40 |
| 9.   | AZS Białystok    | 19 | 18 | 7  | 11 | 28 | 40 |
| 10.  | Rumia            | 2  | 18 | 0  | 18 | 7  | 54 |

#### Risultati
| Prima giornata |                                  |     |                            |
|                |                                  |     |                            |
| 03-12          | Rumia-Bielsko-Biała              | 1-3 | 17-25, 25-21, 11-25, 19-25 |
| 04-12          | Muszyna-Stal Mielec              | 3-0 | 25-15, 25-20, 25-21        |
| 04-12          | Dąbrowa Górnicza-Gwardia Wrocław | 3-1 | 25-17, 25-27, 25-23, 25-20 |
| 05-12          | Trefl Sopot-Bydgoszcz            | 3-0 | 25-19, 25-23, 25-19        |
| 06-12          | Budowlani Łódź-Białystok         | 3-0 | 25-17, 25-14, 25-18        |

| Seconda giornata |                                |     |                            |
|                  |                                |     |                            |
| 11-12            | Stal Mielec-Dąbrowa Górnicza   | 3-0 | 25-21, 25-22, 25-15        |
| 11-12            | Białystok-Bydgoszcz            | 1-3 | 25-16, 12-25, 18-25, 14-25 |
| 11-12            | Gwardia Wrocław-Budowlani Łódź | 1-3 | 31-33, 25-10, 23-25, 23-25 |
| 12-12            | Bielsko-Biała-Muszyna          | 0-3 | 14-25, 16-25, 20-25        |
| 13-12            | Rumia-Trefl Sopot              | 0-3 | 17-25, 23-25, 13-25        |

| Terza giornata |                                |     |                            |
|                |                                |     |                            |
| 18-12          | Muszyna-Rumia                  | 3-0 | 25-18, 25-22, 25-13        |
| 18-12          | Budowlani Łódź-Stal Mielec     | 1-3 | 22-25, 19-25, 25-22, 23-25 |
| 19-12          | Dąbrowa Górnicza-Bielsko-Biała | 1-3 | 23-25, 25-18, 20-25, 21-25 |
| 19-12          | Bydgoszcz-Gwardia Wrocław      | 3-1 | 25-20, 19-25, 25-17, 25-21 |
| 20-12          | Trefl Sopot-Białystok          | 3-0 | 25-20, 25-22, 27-25        |

| Quarta giornata |                              |     |                                   |
|                 |                              |     |                                   |
| 22-12           | Rumia-Białystok              | 0-3 | 20-25, 23-25, 22-25               |
| 22-12           | Gwardia Wrocław-Trefl Sopot  | 2-3 | 16-25, 25-23, 26-24, 20-25, 12-15 |
| 22-12           | Bielsko-Biała-Budowlani Łódź | 3-0 | 25-20, 25-22, 25-19               |
| 22-12           | Muszyna-Dąbrowa Górnicza     | 3-1 | 25-18, 25-20, 18-25, 25-18        |
| 22-12           | Stal Mielec-Bydgoszcz        | 1-3 | 23-25, 25-16, 17-25, 23-25        |

| Quinta giornata |                           |     |                                  |
|                 |                           |     |                                  |
| 29-12           | Dąbrowa Górnicza-Rumia    | 3-0 | 25-21, 25-18, 25-12              |
| 29-12           | Bydgoszcz-Bielsko-Biała   | 1-3 | 23-25, 19-25, 25-17, 22-25       |
| 29-12           | Budowlani Łódź-Muszyna    | 2-3 | 25-22, 23-25, 17-25, 25-20, 6-15 |
| 19-01           | Trefl Sopot-Stal Mielec   | 3-0 | 25-16, 25-17, 25-11              |
| 19-01           | Białystok-Gwardia Wrocław | 3-2 | 25-23, 8-25, 22-25, 25-17, 15-8  |

| Sesta giornata |                                 |     |                                  |
|                |                                 |     |                                  |
| 07-01          | Rumia-Gwardia Wrocław           | 0-3 | 21-25, 21-25, 22-25              |
| 07-01          | Bielsko-Biała-Trefl Sopot       | 3-0 | 25-19, 25-12, 25-21              |
| 08-01          | Stal Mielec-Białystok           | 2-3 | 33-35, 25-13, 25-13, 21-25, 9-15 |
| 08-01          | Dąbrowa Górnicza-Budowlani Łódź | 3-0 | 25-22, 25-21, 25-21              |
| 19-01          | Muszyna-Bydgoszcz               | 3-0 | 25-16, 25-22, 25-19              |

| Settima giornata |                             |     |                                   |
|                  |                             |     |                                   |
| 15-01            | Bydgoszcz-Dąbrowa Górnicza  | 3-2 | 17-25, 25-21, 25-17, 15-25, 19-17 |
| 15-01            | Białystok-Bielsko-Biała     | 3-1 | 22-25, 25-19, 25-23, 25-17        |
| 15-01            | Gwardia Wrocław-Stal Mielec | 3-0 | 25-17, 25-22, 25-23               |
| 16-01            | Trefl Sopot-Muszyna         | 3-1 | 23-25, 25-13, 25-22, 25-16        |
| 17-01            | Budowlani Łódź-Rumia        | 3-0 | 25-19, 25-16, 25-13               |

| Ottava giornata |                               |     |                                   |
|                 |                               |     |                                   |
| 22-01           | Rumia-Stal Mielec             | 1-3 | 19-25, 25-23, 20-25, 21-25        |
| 22-01           | Bielsko-Biała-Gwardia Wrocław | 0-3 | 19-25, 12-25, 17-25               |
| 22-01           | Muszyna-Białystok             | 2-3 | 25-16, 15-25, 21-25, 25-16, 13-15 |
| 22-01           | Bydgoszcz-Budowlani Łódź      | 3-1 | 25-22, 20-25, 25-18, 25-20        |
| 24-01           | Dąbrowa Górnicza-Trefl Sopot  | 1-3 | 25-21, 20-25, 13-25, 10-25        |

| Nona giornata |                            |     |                                   |
|               |                            |     |                                   |
| 26-01         | Bydgoszcz-Rumia            | 3-2 | 25-17, 20-25, 25-10, 20-25, 15-12 |
| 26-01         | Gwardia Wrocław-Muszyna    | 1-3 | 26-24, 21-25, 20-25, 10-25        |
| 26-01         | Stal Mielec-Bielsko-Biała  | 0-3 | 18-25, 14-25, 19-25               |
| 28-01         | Białystok-Dąbrowa Górnicza | 1-3 | 25-17, 16-25, 21-25, 10-25        |
| 31-01         | Trefl Sopot-Budowlani Łódź | 2-3 | 18:25, 25-15, 29-27, 19-25, 14-16 |

| Decima giornata |                                  |     |                                   |
|                 |                                  |     |                                   |
| 05-02           | Bielsko-Biała-Rumia              | 3-0 | 25-16, 25-16, 25-18               |
| 05-02           | Gwardia Wrocław-Dąbrowa Górnicza | 3-2 | 18-25, 25-22, 25-15, 17-25, 15-11 |
| 05-02           | Bydgoszcz-Trefl Sopot            | 0-3 | 22-25, 21-25, 22-25               |
| 06-02           | Białystok-Budowlani Łódź         | 3-0 | 25-16, 25-20, 25-17               |
| 16-03           | Stal Mielec-Muszyna              | 1-3 | 25-21, 13-25, 15-25, 21-25        |

| Undicesima giornata |                                |     |                                  |
|                     |                                |     |                                  |
| 12-02               | Trefl Sopot-Rumia              | 3-0 | 25-15, 25-17, 25-14              |
| 12-02               | Bydgoszcz-Białystok            | 3-1 | 25-16, 21-25, 25-18, 25-22       |
| 12-02               | Budowlani Łódź-Gwardia Wrocław | 3-2 | 19-25, 25-23, 25-20, 21-25, 15-9 |
| 13-02               | Muszyna-Bielsko-Biała          | 3-1 | 25-23, 25-17, 12-25, 25-10       |
| 14-02               | Dąbrowa Górnicza-Stal Mielec   | 3-0 | 25-16, 25-21, 25-9               |

| Dodicesima giornata |                                |     |                                   |
|                     |                                |     |                                   |
| 18-02               | Gwardia Wrocław-Bydgoszcz      | 3-2 | 23-25, 24-26, 25-21, 25-19, 15-10 |
| 19-02               | Rumia-Muszyna                  | 0-3 | 15-25, 23-25, 16-25               |
| 20-02               | Bielsko-Biała-Dąbrowa Górnicza | 0-3 | 18-25, 21-25, 18-25               |
| 21-02               | Stal Mielec-Budowlani Łódź     | 3-1 | 22-25, 25-23, 25-12, 25-19        |
| 02-03               | Białystok-Trefl Sopot          | 1-3 | 25-23, 16-25, 16-25, 17-25        |

| Tredicesima giornata |                              |     |                                   |
|                      |                              |     |                                   |
| 26-02                | Białystok-Rumia              | 3-0 | 25-14, 25-17, 25-19               |
| 26-02                | Trefl Sopot-Gwardia Wrocław  | 3-0 | 25-19, 25-6, 25-13                |
| 27-02                | Dąbrowa Górnicza-Muszyna     | 2-3 | 25-20, 12-25, 17-25, 29-27, 13-15 |
| 27-02                | Bydgoszcz-Stal Mielec        | 3-2 | 25-20, 14-25, 25-23, 13-25, 16-14 |
| 28-02                | Budowlani Łódź-Bielsko-Biała | 3-2 | 19-25, 23-25, 25-23, 25-21, 15-12 |

| Quattordicesima giornata |                           |     |                                  |
|                          |                           |     |                                  |
| 04-03                    | Bielsko-Biała-Bydgoszcz   | 0-3 | 18-25, 24-26, 23-25              |
| 05-03                    | Rumia-Dąbrowa Górnicza    | 1-3 | 15-25, 18-25, 25-21, 13-25       |
| 06-03                    | Stal Mielec-Trefl Sopot   | 3-2 | 19-25, 25-22, 25-18, 13-25, 15-7 |
| 06-03                    | Gwardia Wrocław-Białystok | 3-0 | 25-17, 28-26, 25-18              |
| 07-03                    | Muszyna-Budowlani Łódź    | 3-1 | 25-27, 25-14, 25-19, 25-23       |

| Quindicesima giornata |                                 |     |                                  |
|                       |                                 |     |                                  |
| 11-03                 | Budowlani Łódź-Dąbrowa Górnicza | 0-3 | 17-25, 23-25, 19-25              |
| 12-03                 | Białystok-Stal Mielec           | 2-3 | 25-16, 14-25, 25-18, 18-25, 8-15 |
| 13-03                 | Bydgoszcz-Muszyna               | 1-3 | 23-25, 16-25, 25-21, 17-25       |
| 14-03                 | Trefl Sopot-Bielsko-Biała       | 3-1 | 25-23, 25-17, 20-25, 25-20       |
| 15-03                 | Gwardia Wrocław-Rumia           | 3-0 | 25-11, 25-19, 26-24              |

| Sedicesima giornata |                             |     |                                   |
|                     |                             |     |                                   |
| 18-03               | Dąbrowa Górnicza-Bydgoszcz  | 3-0 | 25-22, 25-20, 25-22               |
| 19-03               | Rumia-Budowlani Łódź        | 2-3 | 25-23, 14-25, 25-23, 22-25, 11-15 |
| 19-03               | Stal Mielec-Gwardia Wrocław | 1-3 | 25-11, 19-25, 15-25, 23-25        |
| 20-03               | Muszyna-Trefl Sopot         | 3-2 | 27-25, 25-19, 22-25, 23-25, 21-19 |
| 21-03               | Bielsko-Biała-Białystok     | 3-0 | 25-22, 25-21, 25-17               |

| Diciassettesima giornata |                               |     |                            |
|                          |                               |     |                            |
| 26-03                    | Trefl Sopot-Dąbrowa Górnicza  | 3-1 | 25-23, 23-25, 25-13, 27-25 |
| 26-03                    | Budowlani Łódź-Bydgoszcz      | 3-1 | 25-17, 25-27, 25-20, 25-16 |
| 27-03                    | Stal Mielec-Rumia             | 3-0 | 25-14, 25-21, 25-22        |
| 28-03                    | Białystok-Muszyna             | 0-3 | 12-25, 22-25, 22-25        |
| 29-03                    | Gwardia Wrocław-Bielsko-Biała | 0-3 | 23-25, 18-25, 23-25        |

| Diciottesima giornata |                            |     |                                   |
|                       |                            |     |                                   |
| 31-03                 | Budowlani Łódź-Trefl Sopot | 2-3 | 25-20, 25-18, 19-25, 20-25, 11-15 |
| 01-04                 | Muszyna-Gwardia Wrocław    | 3-1 | 25-18, 21-25, 25-13, 25-14        |
| 02-04                 | Dąbrowa Górnicza-Białystok | 3-1 | 25-11, 25-18, 20-25, 25-21        |
| 02-04                 | Bielsko-Biała-Stal Mielec  | 2-3 | 25-17, 20-25, 20-25, 25-18, 15-17 |
| 02-04                 | Rumia-Bydgoszcz            | 0-3 | 21-25, 23-25, 19-25               |

### Play-off scudetto
|  | Quarti di finale | Quarti di finale | Quarti di finale | Quarti di finale | Quarti di finale | Quarti di finale | Quarti di finale |  |  | Semifinali       | Semifinali       | Semifinali       | Semifinali  | Semifinali  | Semifinali  | Semifinali |   |   | Finale      | Finale      | Finale      | Finale      | Finale | Finale | Finale |  |
|  |                  |                  |                  |                  |                  |                  |                  |  |  |                  |                  |                  |             |             |             |            |   |   |             |             |             |             |        |        |        |  |
|  | 1                | Muszynianka      | Muszynianka      | Muszynianka      | 3                | 3                | 3                |  |  |                  |                  |                  |             |             |             |            |   |   |             |             |             |             |        |        |        |  |
|  | 8                | Budowlani Łódź   | Budowlani Łódź   | Budowlani Łódź   | 0                | 0                | 0                |  |  | Muszynianka      | Muszynianka      | 3                | 1           | 2           | 3           | 3          |   |   |             |             |             |             |        |        |        |  |
|  | 4                | BKS              | BKS              | 3                | 1                | 3                | 3                |  |  | BKS              | BKS              | 1                | 3           | 3           | 2           | 0          |   |   |             |             |             |             |        |        |        |  |
|  | 5                | Pałac Bydgoszcz  | Pałac Bydgoszcz  | 0                | 3                | 2                | 0                |  |  |                  |                  |                  |             |             |             |            |   |   | Muszynianka | Muszynianka | Muszynianka | Muszynianka | 3      | 3      | 3      |  |
|  | 3                | Dąbrowa Górnicza | Dąbrowa Górnicza | 3                | 2                | 3                | 3                |  |  |                  |                  | Trefl Sopot      | Trefl Sopot | Trefl Sopot | Trefl Sopot | 2          | 0 | 1 |             |             |             |             |        |        |        |  |
|  | 6                | Gwardia Wrocław  | Gwardia Wrocław  | 1                | 3                | 0                | 0                |  |  | Trefl Sopot      | Trefl Sopot      | Trefl Sopot      | 1           | 3           | 3           | 3          |   |   |             |             |             |             |        |        |        |  |
|  | 2                | Trefl Sopot      | Trefl Sopot      | Trefl Sopot      | 3                | 3                | 3                |  |  | Dąbrowa Górnicza | Dąbrowa Górnicza | Dąbrowa Górnicza | 3           | 1           | 1           | 0          |   |   |             |             |             |             |        |        |        |  |
|  | 7                | Stal Mielec      | Stal Mielec      | Stal Mielec      | 1                | 2                | 1                |  |  |                  |                  |                  |             |             |             |            |   |   |             |             |             |             |        |        |        |  |

#### Quarti di finale
| 16 aprile 2011 Muszyna          | Muszynianka      | 3 - 0 | Budowlani Łódź   | 25-18, 25-16, 25-14               |
| 16 aprile 2011 Bielsko-Biała    | BKS              | 3 - 0 | Pałac Bydgoszcz  | 25-14, 25-18, 25-18               |
| 21 aprile 2011 Dąbrowa Górnicza | Dąbrowa Górnicza | 3 - 1 | Gwardia Wrocław  | 25-23, 25-18, 19-25, 25-22        |
| 17 aprile 2011 Sopot            | Trefl Sopot      | 3 - 1 | Stal Mielec      | 25-19, 25-13, 24-26, 25-17        |
| 17 aprile 2011 Muszyna          | Muszynianka      | 3 - 0 | Budowlani Łódź   | 25-15, 25-15, 28-26               |
| 17 aprile 2011 Bielsko-Biała    | BKS              | 1 - 3 | Pałac Bydgoszcz  | 22-25, 21-25, 25-23, 20-25        |
| 22 aprile 2011 Dąbrowa Górnicza | Dąbrowa Górnicza | 2 - 3 | Gwardia Wrocław  | 25-16, 25-22, 26-28, 18-25, 11-15 |
| 18 aprile 2011 Sopot            | Trefl Sopot      | 3 - 2 | Stal Mielec      | 18-25, 25-27, 25-22, 25-23, 18-16 |
| 29 aprile 2011 Łódź             | Budowlani Łódź   | 0 - 3 | Muszynianka      | 18-25, 23-25, 17-25               |
| 30 aprile 2011 Bydgoszcz        | Pałac Bydgoszcz  | 2 - 3 | BKS              | 23-25, 25-14, 18-25, 25-19, 12-15 |
| 27 aprile 2011 Breslavia        | Gwardia Wrocław  | 0 - 3 | Dąbrowa Górnicza | 15-25, 25-27, 14-25               |
| 29 aprile 2011 Mielec           | Stal Mielec      | 3 - 2 | Trefl Sopot      | 18-25, 25-18, 20-25, 18-25        |
| 1º maggio 2011 Bydgoszcz        | Pałac Bydgoszcz  | 0 - 3 | BKS              | 12-25, 20-25, 21-25               |
| 28 aprile 2011 Breslavia        | Gwardia Wrocław  | 0 - 3 | Dąbrowa Górnicza | 26-28, 21-25, 28-30               |

#### Semifinali
| 6 maggio 2011 Muszyna           | Muszynianka      | 3 - 1 | BKS              | 25-16, 25-18, 16-25, 25-17        |
| 8 maggio 2011 Sopot             | Trefl Sopot      | 1 - 3 | Dąbrowa Górnicza | 25-17, 19-25, 23-25, 20-25        |
| 7 maggio 2011 Muszyna           | Muszynianka      | 1 - 3 | BKS              | 25-15, 23-25, 21-25, 19-25        |
| 9 maggio 2011 Sopot             | Trefl Sopot      | 3 - 1 | Dąbrowa Górnicza | 21-25, 25-23, 25-21, 25-23        |
| 13 maggio 2011 Bielsko-Biała    | BKS              | 3 - 2 | Muszynianka      | 26-24, 25-22, 18-25, 22-25, 15-8  |
| 14 maggio 2011 Dąbrowa Górnicza | Dąbrowa Górnicza | 1 - 3 | Trefl Sopot      | 20-25, 25-18, 15-25, 22-25        |
| 14 maggio 2011 Bielsko-Biała    | BKS              | 2 - 3 | Muszynianka      | 25-17, 23-25, 25-20, 13-25, 10-15 |
| 15 maggio 2011 Dąbrowa Górnicza | Dąbrowa Górnicza | 0 - 3 | Trefl Sopot      | 21-25, 11-25, 23-25               |
| 17 maggio 2011 Muszyna          | Muszynianka      | 3 - 0 | BKS              | 26-24, 25-23, 25-21               |

#### Finale 3º/4º posto
| 21 maggio 2011 Dąbrowa Górnicza | Dąbrowa Górnicza | 0 - 3 | BKS              | 23-25, 14-25, 20-25        |
| 22 maggio 2011 Dąbrowa Górnicza | Dąbrowa Górnicza | 0 - 3 | BKS              | 16-25, 13-25, 12-25        |
| 27 maggio 2011 Bielsko-Biała    | BKS              | 3 - 1 | Dąbrowa Górnicza | 21-25, 25-12, 25-22, 25-19 |

#### Finale
| 21 maggio 2011 Muszyna | Muszynianka | 3 - 2 | Trefl Sopot | 23-25, 25-16, 29-27, 20-25, 15-13 |
| 22 maggio 2011 Muszyna | Muszynianka | 3 - 0 | Trefl Sopot | 25-13, 25-22, 25-18               |
| 27 maggio 2011 Sopot   | Trefl Sopot | 1 - 3 | Muszynianka | 13-25, 22-25, 25-17, 14-25        |

### Play-off 5º posto
|  | Semifinali      | Semifinali      | Semifinali      | Semifinali | Semifinali |  |  | Finale          | Finale          | Finale          | Finale | Finale |  |
|  |                 |                 |                 |            |            |  |  |                 |                 |                 |        |        |  |
|  | Pałac Bydgoszcz | Pałac Bydgoszcz | Pałac Bydgoszcz | 2          | 2          |  |  |                 |                 |                 |        |        |  |
|  | Budowlani Łódź  | Budowlani Łódź  | Budowlani Łódź  | 3          | 3          |  |  | Gwardia Wrocław | Gwardia Wrocław | Gwardia Wrocław | 3      | 3      |  |
|  | Gwardia Wrocław | Gwardia Wrocław | Gwardia Wrocław | 3          | 3          |  |  | Budowlani Łódź  | Budowlani Łódź  | Budowlani Łódź  | 2      | 2      |  |
|  | Stal Mielec     | Stal Mielec     | Stal Mielec     | 1          | 0          |  |  |                 |                 |                 |        |        |  |

#### Semifinali
| 7 maggio 2011 Łódź       | Budowlani Łódź  | 3 - 2 | Pałac Bydgoszcz | 24-26, 27-25, 25-10, 10-25, 15-10 |
| 6 maggio 2011 Mielec     | Stal Mielec     | 2 - 3 | Gwardia Wrocław | 20-25, 25-22, 22-25, 20-25        |
| 14 maggio 2011 Bydgoszcz | Pałac Bydgoszcz | 2 - 3 | Budowlani Łódź  | 25-19, 23-25, 22-25, 25-23, 9-15  |
| 13 maggio 2011 Breslavia | Gwardia Wrocław | 3 - 0 | Stal Mielec     | 25-18, 27-25, 27-25               |

#### Finale 5º/6º posto
| 21 maggio 2011 Łódź      | Budowlani Łódź  | 3 - 2 | Gwardia Wrocław | 24-26, 25-21, 21-25, 25-22, 11-15 |
| 28 maggio 2011 Breslavia | Gwardia Wrocław | 3 - 2 | Budowlani Łódź  | 25-19, 17-25, 25-20, 13-25, 15-13 |

### Play-out

#### Finale 9º/10º posto
| 16 aprile 2011 Białystok | AZS Białystok | 3 - 0 | Rumia         | 25-21, 25-13, 25-17              |
| 29 aprile 2011 Rumia     | Rumia         | 2 - 3 | AZS Białystok | 12-25, 25-16, 25-11, 24-26, 6-15 |
| 7 maggio 2011 Białystok  | AZS Białystok | 3 - 0 | Rumia         | 25-15, 26-24, 25-23              |
| 8 maggio 2011 Białystok  | AZS Białystok | 3 - 1 | Rumia         | 25-21, 23-25, 25-15, 25-17       |

#### Spareggio salvezza/promozione
| 25 maggio 2011 Białystok        | AZS Białystok    | 3 - 0 | Murowana Goślina | 25-21, 25-15, 26-24        |
| 25 maggio 2011 Białystok        | AZS Białystok    | 3 - 1 | Murowana Goślina | 25-17, 24-26, 25-21, 25-18 |
| 25 maggio 2011 Murowana Goślina | Murowana Goślina | 1 - 3 | AZS Białystok    | 22-25, 25-16, 20-25, 20-25 |